# Hồ Sayram
Hồ Sayram (tiếng Trung: 赛里木湖; bính âm: Sàilǐmù hú) nằm ở Châu tự trị Mông Cổ Bác Nhĩ Tháp Lạp gần dãy núi Thiên Sơn, tỉnh Tân Cương, Trung Quốc. Trong tiếng Kazakh, Sayram có nghĩa là 'phước lành'. Đây là hồ trên núi lớn nhất (khoảng 460 km²) và cao nhất (trên 2000 m) ở Tân Cương. Hồ được hình thành từ khoảng 70 triệu năm trước, do sự dịch chuyển của dãy Himalaya.

## Trích dẫn
1. 1 2  Lan Hương (ngày 28 tháng 10 năm 2019). "Hồ trên núi gắn với chuyện tình buồn ở Tân Cương". VnExpress.
2. ↑  晓生 (2012). "赛里木湖——喜马拉雅造山之"地堑湖"". 地质学刊. số 4. Bản gốc lưu trữ ngày 6 tháng 6 năm 2019. Truy cập ngày 26 tháng 5 năm 2019.